# Мелітопольська телевежа
Мелітопольська телевежа — суцільнометалева просторова ґратована телевізійна вежа у місті Мелітополь. Вежа була збудована в 1970 році і має приблизну висоту 208 метрів з верхніми ДМХ антенами для цифрового мовлення, висота верхнього майданчика — 196 метрів, висота другого майданчика згори ~180 метрів.
Вежа побудована за типовим проєктом «2-го покоління» веж. Нижня частина вежі, до висоти 120 метрів — піраміда с переломами поясів на 32 и 64 метрах, успадкована від типового проєкту 3803-КМ (34084-КМ). Далі призма базою 4х4 метри — 3 секції по 8 метрів та перехідна секція висотою 4 метри, призма базою 2,5х2,5 метри — 4 секції по 6,75 метрів та перехідна секція висотою 4,5 метри до другого майданчика згори. Далі труба ДМХ висотою ~16,5 до верхнього майданчика.
Така сама вежа у Маріуполі, Хмельницькому та Хусті.
Наразі з вежі є мовлення 4-х цифровових мультиплексів у стандарті DVB-T2, аналогового телебачення (3 потужні передавача та 10 передавачів середньої потужності) та радіо (УКХ та FM).

## Радіомовлення
Радіостанції які мовили з цієї телевежі, наразі мовлення припинено через окупацію міста.
- 89.2 —  Радіо Промінь (план)
- 90.6 — Формат FM
- 92.3 — Армія FM
- 99.1 — Power FM (план)
- 107.7 — Українське радіо / Українське радіо. Запоріжжя

## Телебачення

### Цифрове мовлення
- 6. 7-й мультиплекс
- 26. 2-й мультиплекс
- 28. 3-й мультиплекс
- 33. 1-й мультиплекс
- 50. 5-й мультиплекс